# Seleção Marroquina de Futebol Americano
A Seleção Marroquina de futebol americano, é a representante no futebol americano de Marrocos. Está em processo de criação. Eles disputaram uma partida pela primeira vez contra os Cavalheiros de Neuchâtel/SUI.

## Uniformes
| Helmet   |      |           |
| Left arm | Body | Right arm |
| Trousers |      |           |
| Socks    |      |           |
| Casa     |      |           |

| Helmet   |      |           |
| Left arm | Body | Right arm |
| Trousers |      |           |
| Socks    |      |           |
| Fora     |      |           |